# سارا ساویا
سارا ساویا (متولد ۱۲ ژوئیه ۱۹۸۵) یک شناگر ایتالیایی است که در رشته شنای موزون به فعالیت می‌پردازد و در بازی‌های المپیک تابستانی ۲۰۰۴ شرکت کرده است.